# Freziera friedrichsthaliana
Freziera friedrichsthaliana là một loài thực vật có hoa trong họ Pentaphylacaceae. Loài này được (Szyszyl.) Kobuski mô tả khoa học đầu tiên năm 1938.